# Jasmin Siri
Jasmin Siri (* 1980) ist eine deutsche Soziologin.

## Leben
Nach dem Abitur 2000 am katholischen Sankt-Ursula-Gymnasium in Freiburg, einer Mädchenschule, studierte Siri Soziologie, Psychologie und Rechtswissenschaft an der Albert-Ludwigs-Universität in Freiburg und der Ludwig-Maximilians-Universität (LMU) in München. 2005 schloss sie das Studium der Soziologie mit einer Diplomarbeit über Tod und Sterben im digitalen Medium ab. In der Folge war sie wissenschaftliche Mitarbeiterin am Lehrstuhl von Armin Nassehi an der LMU sowie Graduiertenstipendiatin der Friedrich-Ebert-Stiftung (FES). 2011 wurde sie mit der Dissertation Partei und Mitglied – Formwandel politischer Organisierung zur Dr. phil. promoviert.
Siri war von März 2016 bis April 2022 mehrfach als wissenschaftliche Mitarbeiterin am Lehrstuhl von Paula-Irene Villa an der LMU beurlaubt. Sie lehrte im Rahmen einer Professurvertretung Politische Soziologie an der Universität Bielefeld, zwischen November 2017 und August 2018 war sie Fellow des Kulturwissenschaftlichen Kollegs in Konstanz. Sie hat als Gast an der Universität Wien und an der Universität Sorbonne in Paris gelehrt. Von Oktober 2020 bis März 2022 vertrat Siri die Professur für Politische Soziologie an der Staatswissenschaftlichen Fakultät der Universität Erfurt.

## Wissenschaftliche Arbeit
Schwerpunkte der wissenschaftlichen Arbeit Siris sind Politische Soziologie, Sozialtheorie, Gender in politischen Organisationen und Politik in Social Media. Eines ihrer Anliegen ist die Aktualisierung der Parteiensoziologie aus soziologischer Perspektive. Siri beschäftigt sich in empirischen Forschungen mit verschiedenen aktuellen politischen Phänomenen und Fragestellungen wie der Veränderung politischer Organisationen und der politischen Beratung, der Veränderung politischer Subjektivität durch Medienwandel, der Politik in Social Media und der Selbstdarstellung rechtspopulistischer und rechtsextremer Gruppen. Sie ist Vertrauensdozentin der FES und Vorstandsmitglied der Sektion für Politische Soziologie innerhalb der Deutschen Gesellschaft für Soziologie.

## Publizistische Arbeit und mediale Präsenz
Siri war u. a. Interviewpartnerin von tagesschau.de zur Social-Media-Präsenz von Parteien sowie „Hass-Kommentaren“ im Internet. Im Deutschlandfunk trat sie am 1. September 2013 in einer Livesendung gemeinsam mit dem früheren Chefredakteur des ZDF Nikolaus Brender, dem Chefredakteur der Zeit Giovanni di Lorenzo und dem Medienforscher Lutz Hachmeister auf. Als Wissenschaftsbloggerin hat sie für die Deutsche Gesellschaft für Soziologie und den Wahlblog der Bundeszentrale für Politische Bildung geschrieben. Ebenfalls war sie Interviewpartnerin von Radio Bremen zum Thema rund um den Onlinewahlkampf, Twitter und Facebook.

## Schriften (Auswahl)
- mit Isabelle Kürschner: Politik mit „Kind und Kegel“. Zur Vereinbarkeit von Familie und Politik bei Bundestagsabgeordneten (= aktuelle analysen. 58). Hanns-Seidel-Stiftung, München 2011, ISBN 978-3-88795-395-9.
- Parteien. Zur Soziologie einer politischen Form. Dissertation, Springer VS, Wiesbaden 2012, ISBN 978-3-531-18721-1.
- Die Krise organisieren. Parteien und das Politische. Murmann Verlag, Hamburg 2012, ISBN 978-3-86774-207-8.
- Hrsg. mit Imke Schmincke: NSU-Terror. Ermittlungen am rechten Abgrund. Ereignis, Kontexte, Diskurse. transcript, Bielefeld 2013, ISBN 978-3-8376-2394-9.
- Hrsg. mit Armin Nassehi, Irmhild Saake: Ethik – Normen – Werte (= Studien zu einer Gesellschaft der Gegenwarten. 1). Springer Fachmedien, Wiesbaden 2013, ISBN 978-3-658-00109-4.
- mit Katharina Seßler: Twitterpolitik. Politische Inszenierungen in einem neuen Medium. Mit einem Vorwort von Lutz Hachmeister. Gefördert von der Stiftung Mercator. Institut für Medien- und Kommunikationspolitik, Berlin/Köln 2013.
- mit Nicole Berbuir, Marcel Lewandowsky: The AfD and their Sympathizers: Finally a right-wing populist movement in Germany? in: German Politics, 2014, doi:10.1080/09644008.2014.982546.
- Die Amoralität der Politik und die Moralität politischer Skandale. In: Armin Nassehi, Irmhild Saake & Jasmin Siri (Hrsg.): Ethik – Normen – Werte. Studien zu einer Gesellschaft der Gegenwarten. Springer VS, Wiesbaden 2014, S. 173–196.
- Discoursive Crossings and the Emergence of a Multiple Political Self in Social Media. In: Gary Robson, Malgorzata Zachara (Hrsg.): Digital Diversities: Social Media and Intercultural Experience. With a Preface by Zygmunt Bauman. Cambridge Scholars Publishing, Newcastle upon Tyne 2014, S. 230–245.
- privat*öffentlich: Die Emergenz des Politischen Selbst in Social Media. In: Sonderheft 13 der Österreichischen Zeitschrift für Soziologie „Subjektivierung 2.0. Machtverhältnisse digitaler Öffentlichkeiten“, 2014, S. 101–120.
- mit Marcel Lewandowsky: Alternative für Frauen? Rollen, Netzwerke, geschlechterpolitische Positionen in der Alternative für Deutschland (AfD). Heinrich-Böll-Stiftung Sachsen, Dresden 2015.
- Geschlechterpolitische Positionen der Partei Alternative für Deutschland. In: Alexander Häusler (Hrsg.): Die Alternative für Deutschland. Programmatik, Entwicklung und politische Verortung. Springer VS, Wiesbaden 2015, S. 67–78.
- Elfriede Jelineks „Das schweigende Mädchen“. In: Pia Janke (Hrsg.): Jelinek Jahrbuch 2015. Prasens, Wien, S. 81–97.
- Rechter Protest? Zur Paradoxie konservativer Protestbewegungen. In: Sabine Hark, Paula-Irene Villa: (Anti-)Genderismus. Sexualität und Geschlecht als Schauplätze aktueller politischer Auseinandersetzungen. transcript, Bielefeld 2015, S. 239–255.
- Mossei Ostrogorskis Parteiensoziologie. In: Stephan Kühl u. a. (Hrsg.): Schlüsselwerke der Organisationssoziologie. Springer VS, Wiesbaden 2015, S. 511–514.
- Kampfzone Gender. Über die Politisierung wissenschaftlicher Expertise. Nicolai Publishing & Intelligence, Berlin 2018, ISBN 978-3-96476-003-6.
- Digitalisierung der politischen Kommunikation. In: Digitalisierung. Privatheit und öffentlicher Raum. Herausgegeben von der Akademie der Wissenschaften zu Göttingen, Universitätsverlag Göttingen 2020, S. 95–106.